# Oostenrijkse euromunten

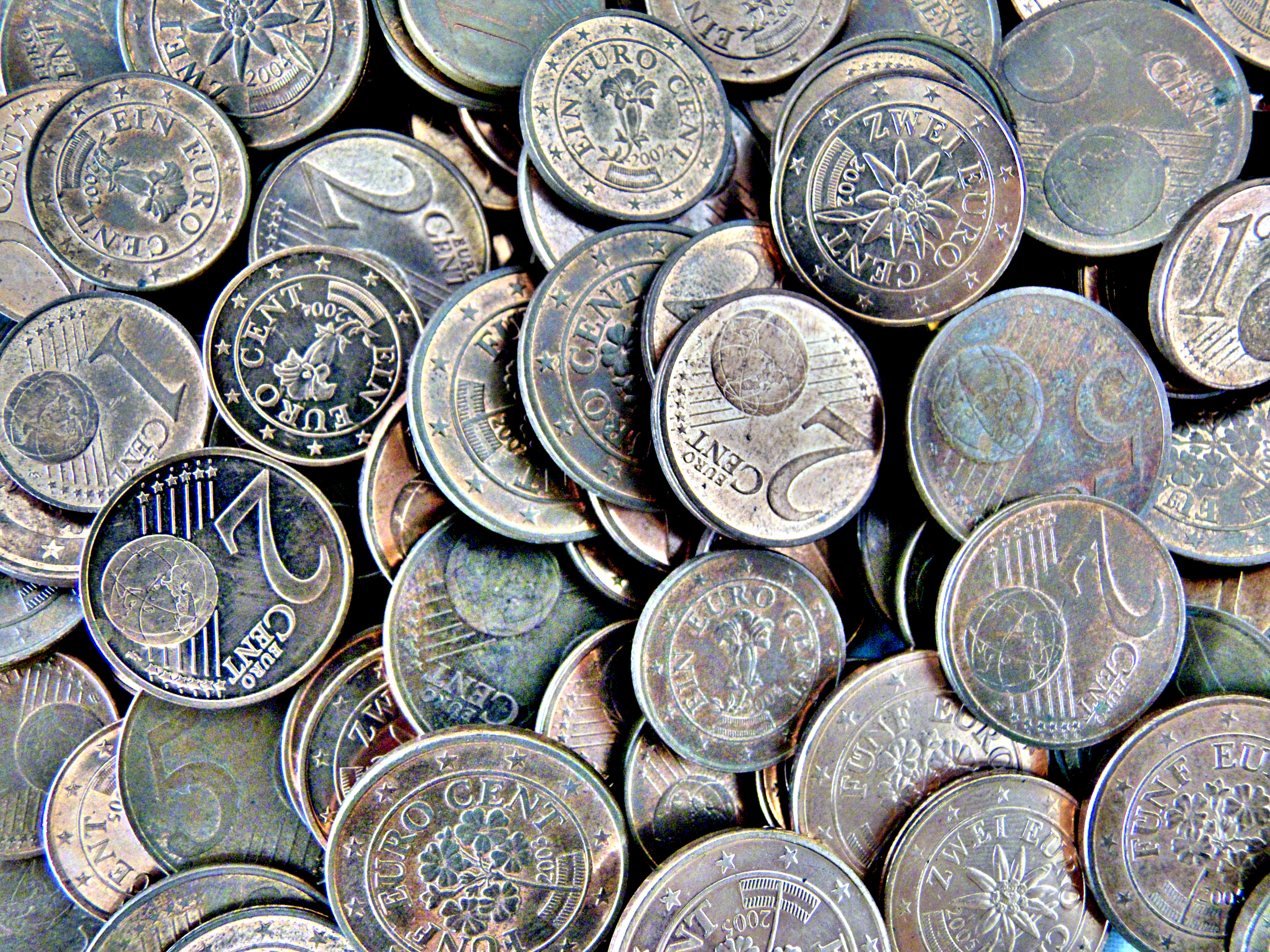

De Oostenrijkse euromunten hebben een uniek ontwerp voor elke munt, met per reeks een eigen thema. Opvallend is dat de Oostenrijkse munten de waarde ook op de nationale zijde vermelden, uiteraard in het Duits (zwei euro cent). De kleine muntjes beelden Oostenrijkse bloemen af, op de middelgrote munten staan voorbeelden van architectuur uit de Oostenrijkse hoofdstad, Wenen, en op de grote munten staan beroemde Oostenrijkers. Alle ontwerpen zijn van de hand van Josef Kaiser en beelden ook de 12 sterren van de EU af, net zoals het jaar waarin de munten geslagen zijn. De munten  worden geslagen door Münze Österreich.
| 0,01 €                  | 0,02 €             | 0,05 €                                                                          |
| ----------------------- | ------------------ | ------------------------------------------------------------------------------- |
|                         |                    |                                                                                 |
| Gentiaan                | Edelweiss          | Sleutelbloem                                                                    |
| 0,10 €                  | 0,20 €             | 0,50 €                                                                          |
|                         |                    |                                                                                 |
| De Stephansdom in Wenen | Slot Belvedere     | Secessionsgebouw                                                                |
| 1,00 €                  | 2,00 €             | rand van €2-munten                                                              |
|                         |                    | Vier keer de tekst "2 EURO" en vier keer "***", (in totaal eveneens 12 sterren) |
| Wolfgang Amadeus Mozart | Bertha von Suttner |                                                                                 |

Naast circulatiekwaliteit worden de munten jaarlijks ook in de zogenaamde proof kwaliteit geslagen voor verzamelaars en gebundeld in jaarsets. Elk jaar heeft een ander thema.

## Herdenkingsmunten van € 2
- Herdenkingsmunt van 2005: 50 jaar Staatsverdrag
- Herdenkingsmunt van 2007: Gemeenschappelijke uitgifte naar aanleiding van de 50ste verjaardag van het Verdrag van Rome
- Herdenkingsmunt van 2009: Gemeenschappelijke uitgifte naar aanleiding van de 10de verjaardag van de Europese Economische en Monetaire Unie
- Herdenkingsmunt van 2012: Gemeenschappelijke uitgifte naar aanleiding van de 10de verjaardag van de invoering van de euro
- Herdenkingsmunt van 2015: Gemeenschappelijke uitgifte naar aanleiding van het 30-jarig bestaan van de Europese vlag
- Herdenkingsmunt van 2016: 200-jarig bestaan van de Oostenrijkse Nationale Bank
- Herdenkingsmunt van 2018: 100ste verjaardag van de Republiek Oostenrijk
- Herdenkingsmunt van 2022: Gemeenschappelijke uitgifte naar aanleiding van het 35-jarig bestaan van het ERASMUS-programma

## Verzamelmunten
Oostenrijk heeft diverse verzamelmunten uitgegeven na de invoering van de euro. In tegenstelling tot de 2 euromunten zijn deze euromunten alleen geldig in Oostenrijk.

### 5 euro
Metaal: Zilver 800 – diameter: 28,5 mm – gewicht: 8 g - negenhoekig
| Thema                                     | Datum           | Oplage              | Oplage              |
| Thema                                     | Datum           | Circulatiekwaliteit | Fleur-de-Coin (FDC) |
| ----------------------------------------- | --------------- | ------------------- | ------------------- |
| Tiergarten Schönbrunn                     | 8 mei 2002      | 500.000             | 100.000             |
| Waterkracht                               | 15 april 2003   | 500.000             | 100.000             |
| Uitbreiding EU                            | 28 januari 2004 | 275.000             | 125.000             |
| 100 jaar voetbal                          | 12 mei 2004     | 600.000             | 100.000             |
| 100 jaar skisport                         | 26 januari 2005 | 500.000             | 100.000             |
| Europees Volkslied – Ludwig van Beethoven | 11 mei 2005     | 275.000             | 125.000             |
| Voorzitterschap EU 2006                   | 18 januari 2006 | 250.000             | 100.000             |
| Geboortedag Wolfgang A. Mozart            | 10 mei 2006     | 375.000             | 125.000             |
| 100 jaar stemrechthervorming              | 10 januari 2007 | 150.000             | 100.000             |
| 850 jaar Mariazell                        | 9 mei 2007      | 450.000             | 100.000             |

### 10 euro
Metaal: Zilver 925 – diameter: 32 mm – gewicht: 17,297 g
| Thema                              | Datum           | Oplage              | Oplage              | Oplage   |
| Thema                              | Datum           | Circulatiekwaliteit | Fleur-de-Coin (FDC) | Proof    |
| Kastelen                           | Kastelen        | Kastelen            | Kastelen            | Kastelen |
| ---------------------------------- | --------------- | ------------------- | ------------------- | -------- |
| Schloss Ambras                     | 24 april 2002   | 130.000             | 20.000              | 50.000   |
| Schloss Eggenberg                  | 9 oktober 2002  | 130.000             | 20.000              | 50.000   |
| Schloss Hof                        | 9 april 2003    | 130.000             | 20.000              | 50.000   |
| Schloss Schönbrunn                 | 8 oktober 2003  | 100.000             | 40.000              | 60.000   |
| Schloss Hellbrunn                  | 21 april 2004   | 130.000             | 40.000              | 60.000   |
| Schloss Artstetten                 | 13 oktober 2004 | 130.000             | 40.000              | 60.000   |
| Stiften en kloosters in Oostenrijk |                 |                     |                     |          |
| Abdij Nonnberg                     | 5 april 2006    | 130.000             | 40.000              | 60.000   |
| Stift Göttweig                     | 11 oktober 2006 | 130.000             | 40.000              | 60.000   |
| Stift Melk                         | 18 april 2007   | 130.000             | 40.000              | 60.000   |
| Stift St. Paul im Lavanttal        | 10 oktober 2007 | 130.000             | 40.000              | 60.000   |
| Overige 10 euromunten              |                 |                     |                     |          |
| 60 jaar Tweede Republiek           | 11 mei 2005     | 130.000             | 40.000              | 60.000   |
| Heropening van Burg en Opera       | 12 oktober 2005 | 130.000             | 40.000              | 60.000   |

### 20 euro
Metaal: Zilver 900 – diameter: 34 mm – gewicht: 20 g
| Thema                                   | Datum                         | Oplage (Proof)                |
| Oostenrijk in de geschiedenis           | Oostenrijk in de geschiedenis | Oostenrijk in de geschiedenis |
| --------------------------------------- | ----------------------------- | ----------------------------- |
| Nieuwe Tijd (Prins Eugen)               | 11 september 2002             | 50.000                        |
| Barok (Ferdinand I)                     | 12 juni 2002                  | 50.000                        |
| Biedermeiertijd (Vorst Metternich)      | 11 juni 2003                  | 50.000                        |
| Naoorlogse periode (De vier in de jeep) | 17 september 2003             | 50.000                        |
| Oostenrijkse Marine                     |                               |                               |
| SMS Novara                              | 16 juni 2004                  | 50.000                        |
| SMS Erzherzog Ferdinand Max             | 15 september 2004             | 50.000                        |
| Poolschip Tegetthoff                    | 8 juni 2005                   | 50.000                        |
| SMS Sankt Georg                         | 14 september 2005             | 50.000                        |
| Oostenrijkse Handelmarine               | 7 juni 2006                   | 50.000                        |
| SMS Viribus Unitis                      | 13 september 2006             | 50.000                        |
| Oostenrijkse spoorwegen                 |                               |                               |
| Kaiser-Ferdinands-Nordbahn              | 13 juni 2007                  | 50.000                        |
| "Südbahn" Wien-Triëst                   | 12 september 2007             | 50.000                        |

### 25 euro
Metalen: Zilver 800/Niob 998 – diameter: 34 mm – gewicht: 17,15 g
| Thema                          | Datum                 | Oplage Fleur-de-Coin (FDC) |
| ------------------------------ | --------------------- | -------------------------- |
| 700 jaar Hall in Tirol         | 29 januari 2003       | 50.000                     |
| 150 jaar Semmeringbahn         | 18 februari 2004      | 50.000                     |
| 50 jaar Oostenrijkse televisie | 9 maart 2005          | 65.000                     |
| Europese Satellietenavigatie   | 1 maart 2006          | 65.000                     |
| Oostenrijkse luchtvaart        | 28 februari 2007/2008 | 65.000                     |

### 50 euro
Metaal: Goud 986 – diameter: 22 mm – gewicht: 10,14 g
| Thema                       | Datum                 | Oplage (Proof)        |
| 2000 jaar Christendom       | 2000 jaar Christendom | 2000 jaar Christendom |
| --------------------------- | --------------------- | --------------------- |
| Orden en de Wereld          | 13 maart 2002         | 50.000                |
| Naastenliefde               | 12 maart 2003         | 50.000                |
| Componisten                 |                       |                       |
| Joseph Haydn                | 10 maart 2004         | 50.000                |
| Ludwig van Beethoven        | 16 februari 2005      | 50.000                |
| Wolfgang Amadeus Mozart     | 1 februari 2006       | 50.000                |
| Grote artsen uit Oostenrijk |                       |                       |
| Gerard van Swieten          | 31 januari 2007       | 50.000                |

### 100 euro
Metaal: Goud 986 – diameter: 30 mm – gewicht: 16,225 g
| Thema                        | Datum                        | Oplage (Proof)               |
| Kunstschatten uit Oostenrijk | Kunstschatten uit Oostenrijk | Kunstschatten uit Oostenrijk |
| ---------------------------- | ---------------------------- | ---------------------------- |
| Beeldhouwkunst               | 13 november 2002             | 30.000                       |
| Schilderkunst                | 5 november 2003              | 30.000                       |
| Weense jugendstil            |                              |                              |
| Wiener Secession             | 10 november 2004             | 30.000                       |
| Kerk am Steinhof             | 9 november 2005              | 30.000                       |
| Wiener Stadtpark             | 8 november 2006              | 30.000                       |
| Linke Wienzeile Nr. 38       | 7 november 2007              | 30.000                       |